# Puy du Fou
Le Puy du Fou /lə pɥi dy fu/ (La colina de las hayas) es un parque temático situado en un bosque de 50 hectáreas, al lado del castillo renacentista en ruinas de Puy du Fou (incendiado en parte durante la guerra de Vendée), en el oeste de Francia, región de Países del Loira, en el pueblo de Les Epesses, entre Cholet y La Roche-sur-Yon. 
Fue fundado en 1978 por el político vandeano Philipe de Villiers.[cita requerida]
Se compone del Gran Parque y de la Cinéscénie. Es el segundo parque más visitado en Francia después de Disneyland Paris con 2,2 millones de visitantes en 2016.
A los visitantes se les ofrece un viaje en el tiempo: grandes espectáculos tanto de día como de noche, decenas de juegos y animaciones, pueblos de época, hoteles y el famoso espectáculo nocturno Cinéscénie. 
Puy du Fou es un destino turístico con tres hoteles: Las Islas de Clodoveo (cuartos construidos sobre pilotes, concebidos para semejar un ambiente del primer milenio), La Villa Galorromana (inspirada por los foros romanos) y las Viviendas de Lescure (4 suites temáticas: «El cuarto de los espejos», «El Planetario», «El Gabinete de las curiosidades», «El Salón de Música»). El parque cuenta también con 25 restaurantes temáticos: para cada época una gastronomía diferente. 
El Puy du Fou se sitúa a 2H30 de París y Burdeos.
Le Puy du Fou se ha convertido en el primer parque temático de Europa en ser distinguido como mejor parque del mundo al recibir el "Premio Classic Thea 2012". Desde entonces, ha recibido numerosos premios y honores como Premio Aplausos y los Premios Parksmania, alabando la calidad de la muestra, la animación o efectos especiales.[cita requerida]

## Espectáculos
En el Gran Parque de Le Puy du Fou hay diversos espectáculos que tratan sobre la historia de Francia. Cada uno representa una época diferente.

### Grandes espectáculos

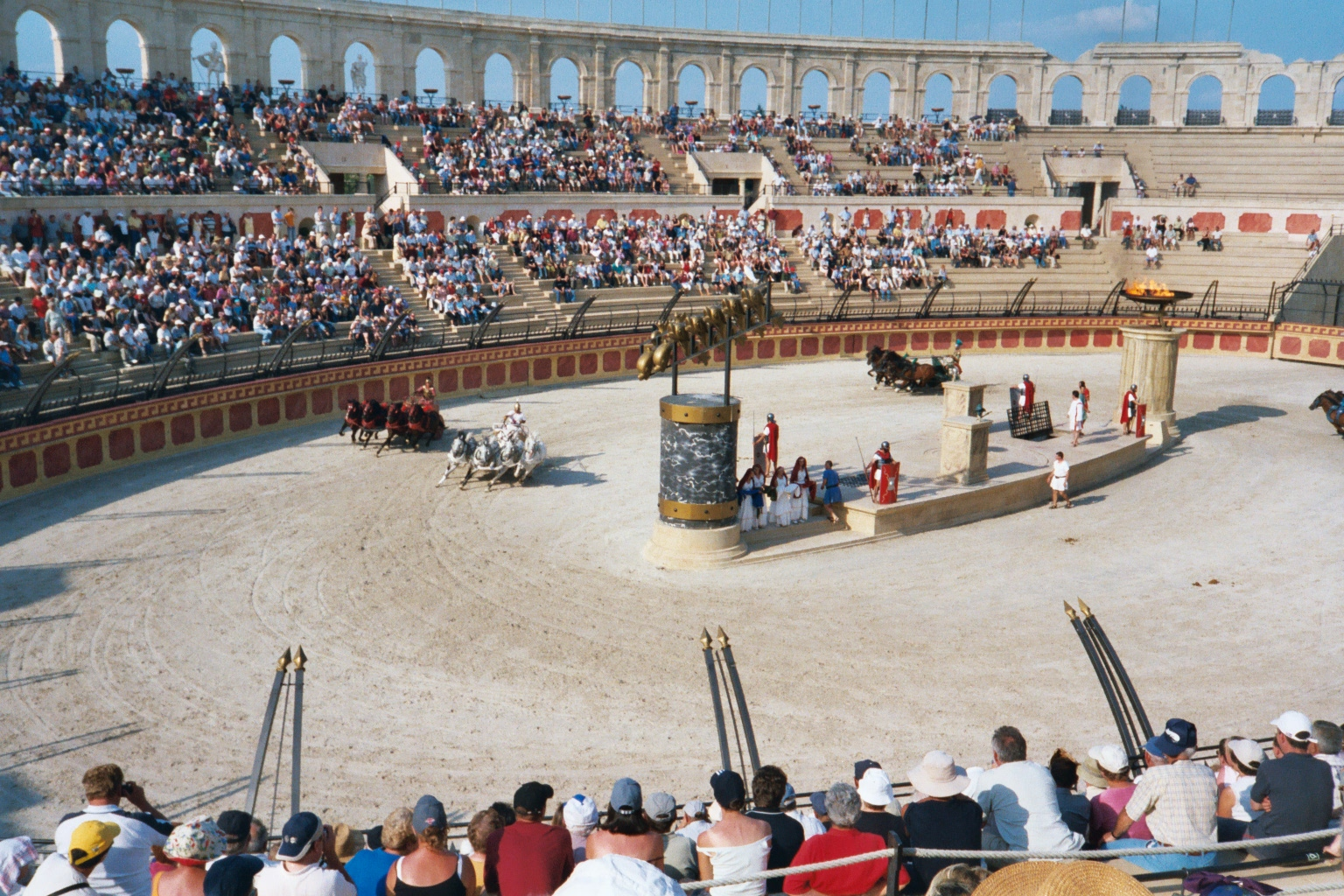
Carreras de carros.

- Le Signe du Triomphe (6000 plazas con asiento)

La acción se lleva a cabo en el siglo III d. C.: un centurión se ve obligado a participar en las pruebas del circo romano para obtener su libertad. El espectáculo se lleva a cabo en una arena réplica del Coliseo romano. El espectáculo es constituido por 80 actores, 45 caballos y alrededor de 60 animales.
- Les Vikings (3500 plazas de asiento)

Un pueblo en festividades es atacado por guerreros vikingos que surgen del fondo del agua sobre sus drakkars. El espectáculo pone en escena varios drakkars de 20 m de largo y 10 metros de alto, 50 animales, 30 actores y 10 visitantes invitados. 

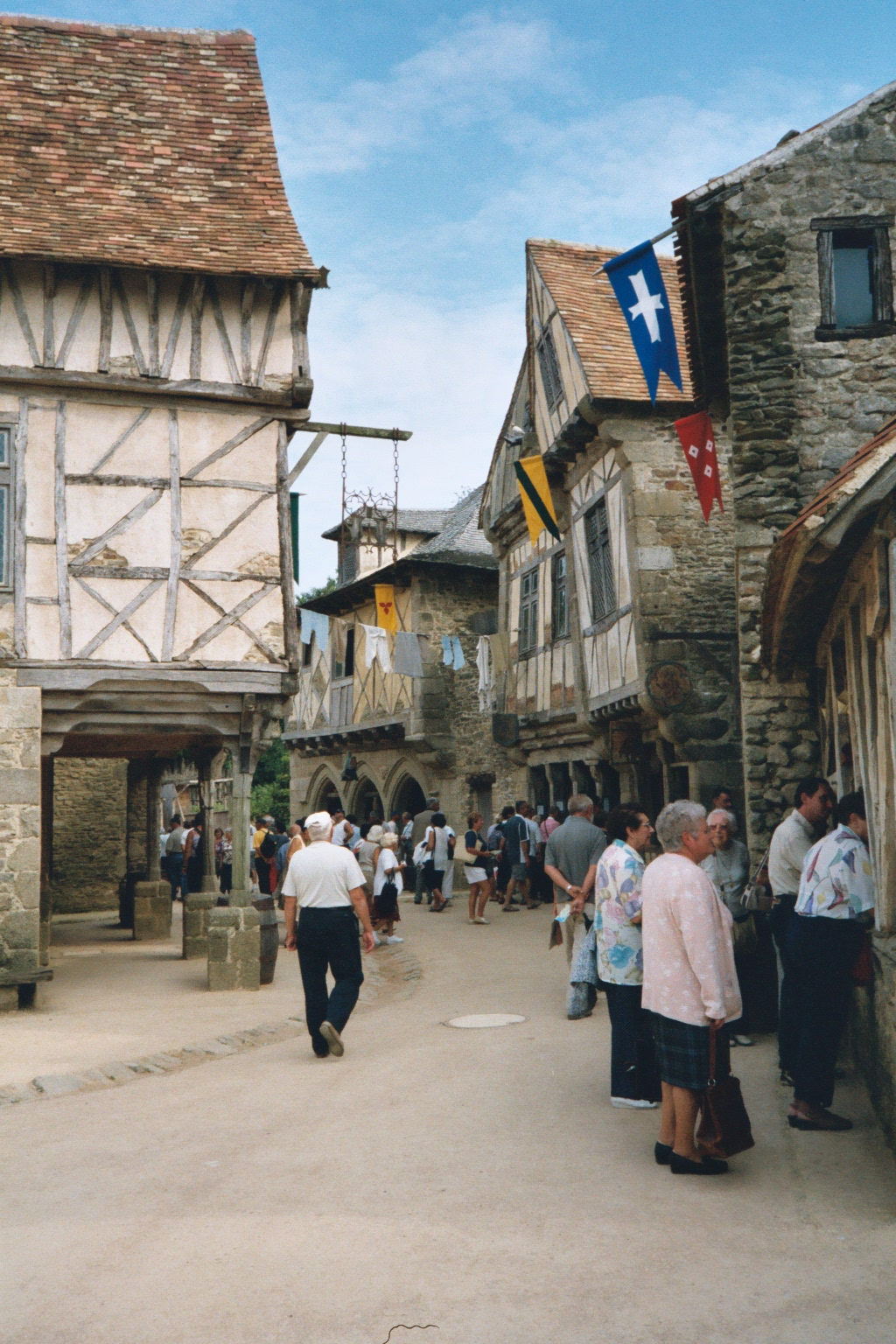
Pueblo medieval en Puy du Fou.

- Le Bal des Oiseaux Fantômes (3000 plazas con asiento)

En el tiempo de los castillos vemos un ballet en el cielo hecho por águilas, halcones y buitres. Este espectáculo hace volar 150 aves simultáneamente bajo la música de Thomas Bergersen (Comerciante Príncipe, inmortal, Promise, regalo de la vida, la mujer fatal y Aura del álbum "Illusions")
- Le Dernier Panache

Espectáculo centrado en la vida de un oficial de la marina francesa, héroe de la guerra de independencia estadounidense en 1793.
- Mousquetaire de Richelieu (3000 plazas con asiento)

Espectáculo de duelos de espada, ballet de flamenco y proezas ecuestres. La acción tiene lugar en el siglo XVIII sobre un escenario de 2000 m².
- Le Secret de la Lance (3000 plazas de asiento)

En el siglo XV, una joven pastora utiliza una lanza con poderes mágicos para vencer a los ingleses. Este espectáculo es acompañado por efectos especiales y una música original del compositor español Carlos Núñez.

### Espectáculos nocturnos
- La Cinéscénie (14000 plazas con asiento)

Es el espectáculo nocturno más grande del mundo. Cuenta la historia de una familia local, desde la Edad Media hasta la Segunda Guerra Mundial. El relato nos sumerge en 1916, en un cara a cara entre Jacques Maupillier y un viejo vendedor ambulante. El viajante le cuenta al joven muchacho la historia de sus ancestros. Durante dos horas, 700 años transcurren para relatar la leyenda familiar. 
Creada en 1978, es encarnada por más de 3200 voluntarios llamados «puyofolais». La acción se desarrolla en un escenario de 23 hectáreas, el más grande del mundo. La Cinéscénie reúne 1200 actores, 120 caballeros, 100 técnicos y 300 personas encargadas de la acogida y la seguridad del público. El espectáculo necesita 6000 disfraces, 800 objetos artificiales, 2500 proyectores, 150 chorros de agua de nueva generación (30 metros de altura), llamas acuáticas y escenas flotantes. Entre 1982 y 2002, la música que lo acompaña fue compuesta por Georges Delerue. Desde 2003 la música original del espectáculo es del compositor Nick Glennie Smith, conocido por su trabajo en producciones hollywoodienses como El hombre de la máscara de hierro, Rock y El Rey León 2.
Con una tribuna panorámica de 14 000 asientos, la Cinéscénie acoge a más de 400 000 espectadores por año durante las 28 representaciones.
- Les Orgues de Feu (5000 plazas con asiento)

En un universo fantasmagórico, bailarinas, duendes, ninfas y músicos se deslizan al son de la música de Mozart, Delerue, Bach y Bizet. Por primera vez en el mundo, el Puy du Fou inventa el patinaje acuático.

### Espectáculos en el bosque
- L'Odyssée du Puy du Fou

Es un viaje a través de los siglos: Roma, la Edad Media, el Renacimiento y el Bosque Fantástico. El espectador se encuentra en el centro del espectáculo y descubre que los muros se deforman y que las armaduras se mueven. 
- Les Grandes Eaux

Al son de música barroca, un ballet acuático es coreografiado gracias a 120 chorros de agua.

### Espectáculos para niños
- Les Automates Musiciens

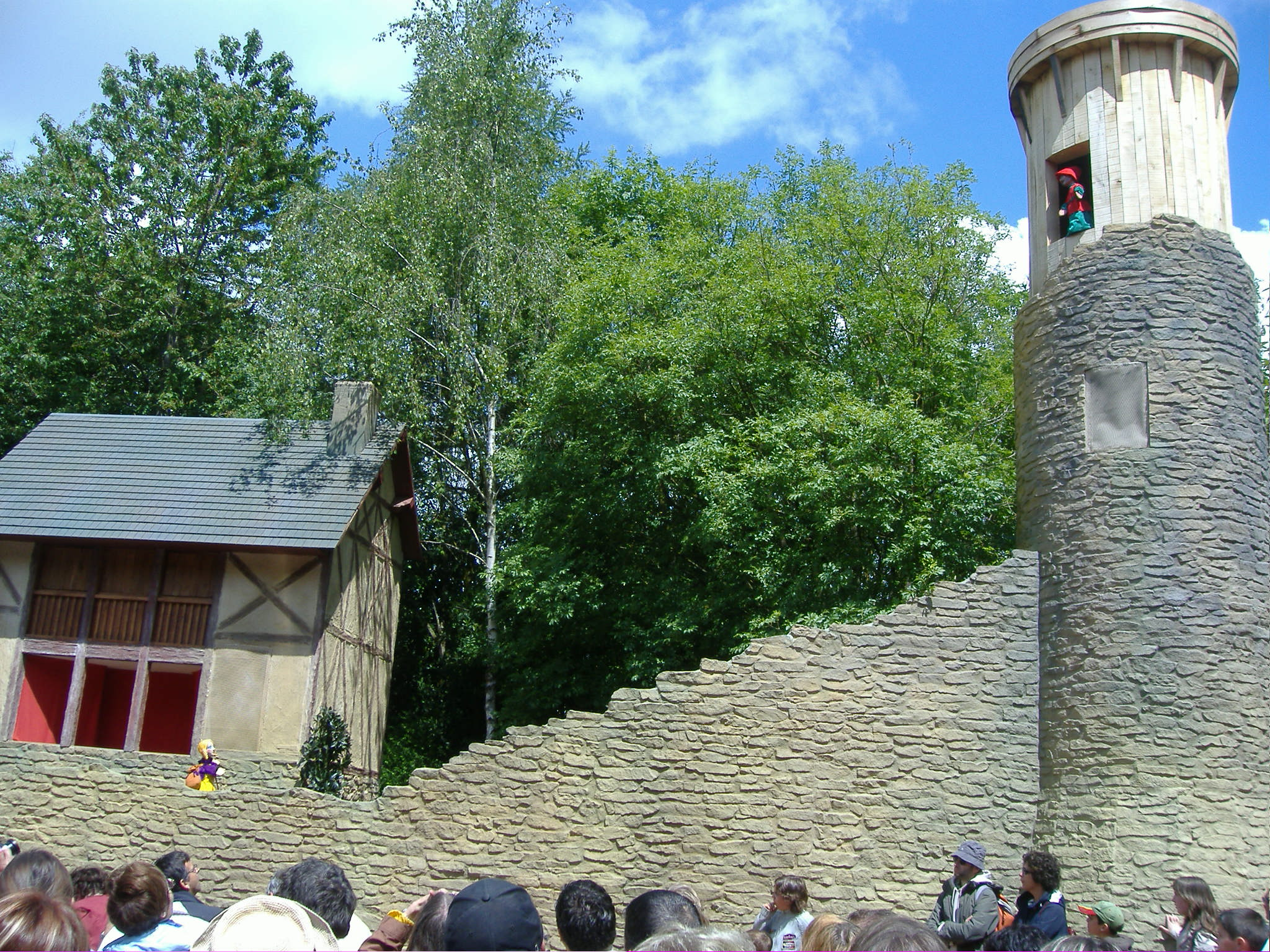
El espectáculo de marionetas La Leyenda de Martín.

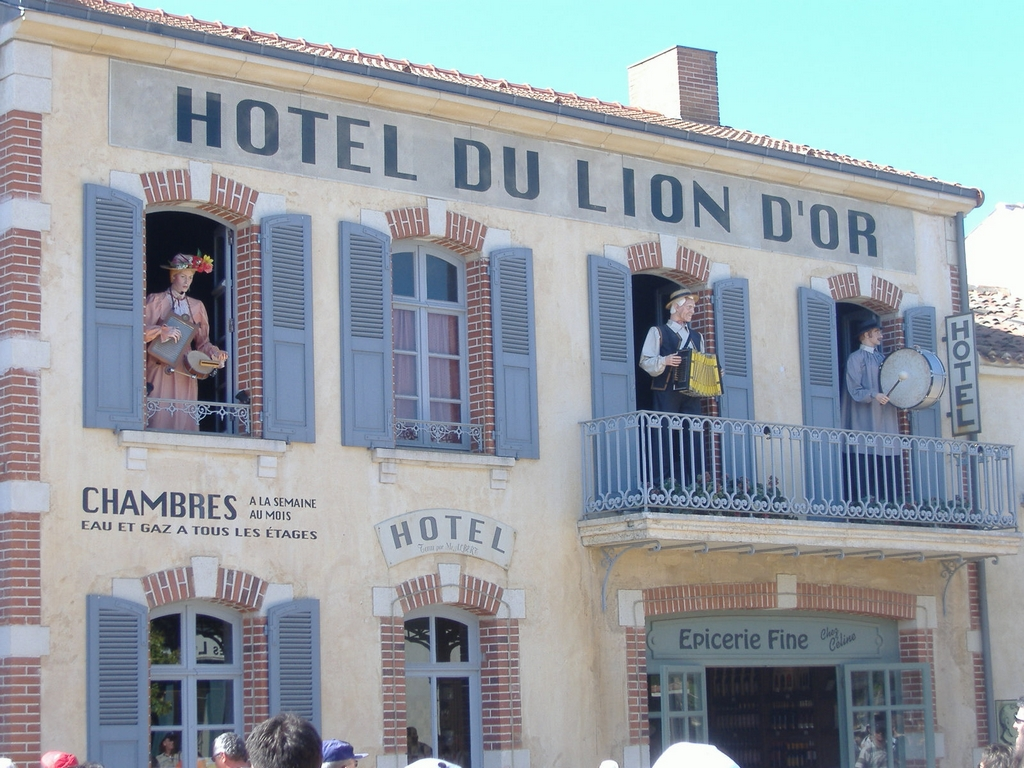
Les Automates Musiciens

Los robots hacen bailar a los niños tocando melodías.
- Le Bourg 1900

Pueblo tematizado en la Belle Époque.

## Creación

### Expertos de la creación y la innovación
En el Puy du Fou cada espectáculo es un proyecto artístico. Los escenarios, las decoraciones, las bandas sonoras y las maquinarias son inventadas y puestas en marcha por el equipo del Puy du Fou. De esta manera garantiza la unidad artística del parque. Cada año nuevas creaciones se llevan a cabo. 

### La Academia pete
En 1998, el Puy du fou creó su propia escuela de formación interna. Está abierta a los jóvenes voluntarios « Puyfolais » con el fin de formar a los futuros ejecutivos, artistas y técnicos del Puy du Fou. Cada año, se abren nuevas escuelas. En 2010 más de 400 jóvenes se inscribieron en una de las 23 escuelas de la Academia « junior ». Entre los jóvenes, los mejores tomarán el relevo como técnicos y dirigentes del parque. Abierta de octubre a abril, la Academia Junior del Puy du Fou le da la oportunidad a los « Puyfolais » de iniciarse a las disciplinas de su elección : elaboración de disfraces, baile, dibujo, decoración, equitación, acrobacia ecuestre, fotografía, video…

## Un parque en medio de la naturaleza
El gran Parque se integra en la naturaleza que lo rodea : un bosque centenario donde se pueden observar numerosos animales y una diversidad vegetal única. 

### La flora
El bosque de 50 hectáreas cuenta con 130 especies de árboles, 250 tipos de plantas salvajes y 5000 pies de rosales de 85 especies distintas. Los visitantes son informados sobre la flora del parque gracias a una señalización sobre las especies raras y las plantas salvajes, las plantas medicinales y las diferentes variedades de legumbres en las huertas del pueblo del siglo XVIII y de la Ciudad Medieval. 
El mantenimiento del parque se hace a través del principio natural de abono de compost y sin insecticidas.  

### La fauna
El bosque del Puy du Fou es la guarida de más de 1000 animales salvajes y de granja. Los espectáculos del parque hacen participar animales como actores: caballos, aves, leones, tigres, lobos, gamos, dromedarios, avestruces, carneros, gallinas, ocas y asnos. Profesionales trabajan para el adiestramiento de los animales. Efectivamente, la academia de cetrería cría más de 400 aves de 65 especies diferentes y cuenta con alrededor de 80 nacimientos por año.  

### El parque y el medio ambiente
Los visitantes, al igual que el equipo, son sensibilizados al reciclaje : 95 % de la basura es reciclada. El Puy du Fou minimiza las emisiones de CO2, poniendo a disposición de sus empleados 150 bicicletas y 30 coches eléctricos para que circulen dentro del parque. Para los visitantes, el Puy du Fou ha puesto a disposición un bus entre la estación de tren de Angers y el gran Parque con el fin de fomentar la venida de visitantes por tren. Además, el Puy du Fou realiza cada año una economía de 10 000 m³ de agua gracias a su sistema de reciclaje de aguas usadas.

## Un parque singular

### Un modelo económico atípico
El Puy du Fou está compuesto por una asociación que organiza el espectáculo de la Cinéscénie y una Sociedad por acción simplificada que gestiona el Gran Parque. Las dos estructuras contribuyen para el financiamiento de las 23 escuelas de la academia junior. Esta organización es una de las principales fuerzas del Puy du Fou gracias a la acción conjunta de los voluntarios y los profesionales. 
Desde 1977, el Puy du Fou ha invertido el equivalente de 250 millones de euros. El Gran Parque emplea directamente a 1000 personas entre las cuales 120 son salariados permanentes y 3300 voluntarios dan vida a la Cinéscénie. 
El Puy du Fou no cuenta con ningún accionariado y no percibe ni un céntimo de dinero público. El proyecto es una iniciativa privada y es autofinanciado al 100 %. 

### Los «Puyfolais»
El término «Puyfolais» designa a los voluntarios, quienes vienen en su gran mayoría de las comunidades aledañas y que permiten llevar a cabo la Cinéscénie. No son ni actores ni técnicos profesionales sino mujeres, hombres, familias enteras, animadas por la pasión de conmover. Estas personas están reunidas en una asociación. Desde hace 30 años los Puyfolais organizan cada año una noche humanitaria en beneficio de asociaciones. Casi dos millones de euros han sido de esta manera recolectados y distribuidos a distintas asociaciones. Albergaba el Ecomuseo de la Vendée.

### Premios
El 13 de agosto de 2011, el Puy du Fou, acompañado por equipos Lacroix-Ruggieri ganó el Júpiter de Plata en el L'Internacional des Feux Loto-Québec, la competición internacional más grande de los fuegos artificiales que tienen lugar Montréal22,23.
El 17 de marzo de 2012, el Puy du Fou fue el primer parque de Francia en Europa para distinguirse mejor parque del mundo al recibir el premio "Premio Classic Thea 2012" en Los Ángeles por un jurado de profesionales spectacle24.
Descrito en 2012 como el Français25 parque de ocio preferido, Puy du Fou fue el mismo año otorgó la certificación internacional "Green Globe" por su enfoque en favor del desarrollo durable26 y por el segundo premio del Premio Aplausos durante la exposición internacional de la IAAPA (la Asociación Internacional de Parques de Diversiones y Atracciones) 27.
En 2013, el parque se ve recompensado al ser elegido como el "Mejor de Europa 2013 Park" en los premios Parksmania que se celebraron en Piacenza en Italy28.
En 2014, Cinéscénie obtiene el premio al "Mejor evento europeo de la temporada 2014", durante los Premios Parksmania que se llevan a cabo en Roma, Italia. Un mes más tarde, el Puy du Fou Recibe el premio Aplausos de IAAPA en Orlando, Florida.